# Гагаузская музыка
Гагаузская музыка (гаг. Gagauz muzıkası) — музыка гагаузов, основанная в большей степени на балканских и в меньшей — на восточных мотивах.

## Музыкальная форма
Гагаузская музыка в основном одноголосна, ей свойственно метроритмическое разнообразие. Широко распространены диатонические семиступенные лады с преобладанием натуральных мажора и минора, ангемитоника с переменной тоникой. В заключительных каденциях часто используется альтерация, что сближает некоторые гагаузские мелодии с молдавскими. Основные формы бытования: песенная музыка эпоса; танцевальная музыка, исполняемая как соло, так и ансамблем; инструментальные наигрыши и пьесы. 
Вокальная музыка разделяется на две группы: «маани» (частушки) — четверостишия семидольного размера, диапазон мелодии — в пределах кварты, квинты; «тюркю» (песни), отличающиеся большим жанровым разнообразием (лирические, эпические, лирико-бытовые, свадебные, баллады, плачи, сиротские и т. д.), их мелодии нередко являются вариантами напевов, известных в фольклоре народов Балканского полуострова; нередко в основе их ладовой структуры лежит пентатоника. Среди танцев — «Кадынджа», «Аар оюн», «Хору», «Фырли кундак»; среди обрядовых мелодий — «Гелин хавасы» (мелодия невесты), «Ааламак хавасы» (плач), и целый ряд других мелодий, посвящённых обряду невесты. 
В инструментарий входят: струнные — скрипки, кауш (трёхструнный смычковый); духовые — свирель, кавал, гайда (вид волынки); различные виды самозвучащих. Со второй половины XX века широко применяется гармонь, которая оказывает большое влияние на дальнейшее развитие гагаузской музыки. С 1990-х используется синтезатор, широко применяются ударные.

## Заимствования и развитие
Поскольку гагаузы являются выходцами из Болгарии, в мелодиях самых ранних гагаузских песен использовались болгарские музыкальные мотивы. После переселения гагаузов в Бессарабию в музыке стали использоваться молдавские мотивы. Она стала более динамичной; появилось много композиций специально для танцев, которые исполняются на свадьбах. В 1990-х на гагаузскую музыку оказала влияние поп-музыка, стали появляться музыкальные композиции в этом жанре. Со второй половины 2000-х производятся студийные записи новых песен на современный лад с опорой на музыкальные мотивы старых гагаузских песен с широким применением гармони.

## Сюжет песен
Текст первых гагаузских песен свидетельствовал о суровых семейных обычаях, которых придерживались гагаузы, основанных на обычаях мусульман. Так, в песне «Tudorka» поётся о женском рабстве: «Тодор продаёт свою жену в рабство, чтобы выручить деньги на прокормление своих детей». 
В книге болгарского исследователя Александра Манова «Происхождение гагаузов» (1938) приведено около десяти народных песен гагаузов Болгарии, содержание которых свидетельствует о том, что они были заимствованы у турок, поскольку в них содержится не характерное для гагаузов отрицательное отношение к другим христианским народам. В книге польского учёного Владимира Зайончковского «Язык и фольклор гагаузов из Болгарии» (1966) приведено более 80 песен с различными сюжетами, в основном лирические. Анализ содержания, формы и лексики также свидетельствует о значительном турецком влиянии.
В последующем в песнях отражались различные стороны семейной жизни людей: вопросы регламентации брака и семейных отношений, система субординации в семье, положение женщины, вопросы нравственности, имущественные вопросы (раздел наследства). В текстах лирических песен, как, например, в «Uzun kavak vardan», акцент сменился на крымские горы, запах роз и мучения. Отражается круг вопросов, связанных с семейной обрядностью, например: выбор возлюбленного, сватовство, возраст вступления в брак, роль родителей при выборе брачного партнёра, нормы морали и поведения молодёжи предбрачного возраста. Наиболее распространёнными являются песни с сюжетом о свекрови-клеветнице («Petrana», «İvançu», «Tudorka» и др.). Также широко распространён сюжет о сестре-отравительнице, решившейся на отчаянный поступок из-за отказа брата выдать её замуж за любимого. После окончания Великой Отечественной войны, Голода 1946—1947 гг. и мобилизации в трудовые армии 1942—1946 гг., которые коснулись гагаузов, в народном творчестве появилось много лирических песен с воспоминаниями о пережитом («Kaldırma türküsü»). Для гагаузского песенного фольклора характерен трилингвизм, куда входят некоторые песни на болгарском и молдавском языках. Позже под влиянием русского фольклора появились застольные песни и баллады на русском языке.

## Исполнители
Среди народных исполнителей гагаузских песен середины XX в.: С. П. Лазарев, П. Д. Колса, Е. Н. Димова, М. М. Мечкарь. Первые образцы фольклора записал в начале XX в. В. А. Мошков. После установления советской власти в Бессарабии (1940) народные мелодии записывали Н. Г. Киоса, О. С. Тарасенко, Д. Гагауз, Н. Казанжи, М. М. Колса. Самодеятельный композитор — Д. Таносоглу, первый профессиональный композитор — М. М. Колса. Гагаузский фольклор использует в своих произведениях композитор и певец Н. Г. Киоса. В 1990-х годах песни переиздавали и исполняли ансамбли «Виктория», Kristal, Kazayak. С начала 2000-х появились солирующие певцы Пётр Петкович, Людмила Тукан, Виталий Манжул, Ольга Домущу, Анна Митиогло, Татьяна Митиогло.